# Дрю Макінтайр (хокеїст)
Дрю Макінтайр (англ. Drew MacIntyre, нар. 24 червня 1983, Шарлоттаун) — канадський хокеїст, що грав на позиції воротаря.

## Ігрова кар'єра
Хокейну кар'єру розпочав 2000 року в ГЮХЛК виступами за юніорську команду «Шербрук Касторс».
2001 року був обраний на драфті НХЛ під 121-м загальним номером командою «Детройт Ред-Вінгс». Незважаючи на перебування на контракті в складі «червоних крил» впродовж чотирьох років Макінтайр захищав кольори нихчолігових клубів «Толедо Сторм» та «Гранд-Репідс Гріффінс».
У міжсезоння 2006 року Макінтайра обміняли до команди «Ванкувер Канакс». Сезон 2006–07 років Дрю провів у складі фарм-клубу «Манітоба Мус».
11 грудня 2007 року Макінтайра викликали до «Канакс» через травму Роберто Луонго, через два дні Дрю дебютував у НХЛ у середині другого періоду, замінивши воротаря Кертіса Сенфорда у грі проти «Сан-Хосе Шаркс». 29 січня 2008 року вдруге вийшов на гру також замінивши Сенфорда в матчі проти «Даллас Старс».
Після повернення до команди «Манітоба Мус» Макінтайр став дев'ятим воротарем АХЛ, який забив переможний гол в овертаймі.
1 липня 2008 року Макінтайр погодився на річний контракт з «Нашвілл Предаторс», відігравши сезон за фарм-клуб «Мілвокі Едміралс».
4 липня 2009 року, Дрю підписав контракт з «Атланта Трешерс», відігравши так само за фарм-клуб «Чикаго Вулвс».
28 лютого 2011 року голкіпера обміняли на гравця «Монреаль Канадієнс».
7 липня 2011 року Макінтайр підписав однорічний контракт з «Баффало Сейбрс».
13 лютого 2013 року Дрю підписав контракт з командою «Торонто Марліс» (АХЛ). 2 квітня того ж року уклав уклав угоду з командою «Торонто Мейпл-Ліфс». 13 червня 2013 року «Мейпл-Ліфс» продовжив угоду ще на один рік. 10 квітня 2014 року голкіпер провів перший матч у складі «кленових» проти «Флорида Пантерс».
На правах вільного агента 1 липня 2014 року, Макінтайр підписав контракт з командою НХЛ «Кароліна Гаррікейнс». Відіграв два сезони за фарм-клуб «Шарлотт Чекерс».
У наступному його продали до «Чикаго Блекгокс», де він так само захищав кольори нижчолігових команд. У грудні 2015 року Макінтайр виступав у складі збірної Канади на Кубку Шпенглера.
У жовтні 2016 року канадець вирушив до Європи, де підписав контракт з клубом «Медвещак» (Загреб). 8 січня 2017 року перейшов до німецького клубу «Мангейм».
Надалі він захищав кольори «Штраубінг Тайгерс», «Зволен», «Ніппон Пейпер Крейнс» та «Одзі Іглс».
1 квітня 2021 року Макінтайр офіційно завершив ігрову кар'єру.
Загалом провів 205 матчів у НХЛ, включаючи 199 ігор плей-оф Кубка Стенлі.

## Нагороди та досягнення
- Володар Кубка Шпенглера — 2015, 2016.

## Статистика
| Сезон        | Клуб                    | Ліга         | Регулярний сезон | Регулярний сезон | Регулярний сезон | Регулярний сезон | Регулярний сезон | Регулярний сезон | Регулярний сезон | Регулярний сезон | Регулярний сезон | Регулярний сезон | Плей-оф | Плей-оф | Плей-оф | Плей-оф | Плей-оф | Плей-оф | Плей-оф | Плей-оф |
| Сезон        | Клуб                    | Ліга         | І                | В                | П                | Н                | ПОТ              | Хв               | ПГ               | ІБГ              | ПГГ              | %ВК              | І       | В       | П       | Хв      | ПГ      | ІБГ     | ПГA     | %ВК     |
| ------------ | ----------------------- | ------------ | ---------------- | ---------------- | ---------------- | ---------------- | ---------------- | ---------------- | ---------------- | ---------------- | ---------------- | ---------------- | ------- | ------- | ------- | ------- | ------- | ------- | ------- | ------- |
| 1999–00      | «Шербрук Касторс»       | ГЮХЛК        | 24               | 10               | 7                | 2                | —                | 1253             | 67               | 0                | 3.21             | .900             | —       | —       | —       | —       | —       | —       | —       | —       |
| 2000–01      | «Шербрук Касторс»       | ГЮХЛК        | 48               | 17               | 22               | 3                | —                | 2552             | 139              | 4                | 3.27             | .902             | 4       | 0       | 4       | 238     | 19      | 0       | 4.79    | .881    |
| 2001–02      | «Шербрук Касторс»       | ГЮХЛК        | 55               | 15               | 34               | 3                | —                | 3028             | 201              | 1                | 3.98             | .890             | —       | —       | —       | —       | —       | —       | —       | —       |
| 2002–03      | «Шербрук Касторс»       | ГЮХЛК        | 61               | 31               | 24               | 5                | —                | 3515             | 161              | 2                | 2.75             | .908             | 12      | 5       | 7       | 767     | 52      | 0       | 4.07    | .854    |
| 2003–04      | «Толедо Сторм»          | ХЛСУ         | 11               | 6                | 4                | 0                | —                | 574              | 25               | 1                | 2.61             | .919             | —       | —       | —       | —       | —       | —       | —       | —       |
| 2004–05      | «Толедо Сторм»          | ХЛСУ         | 2                | 0                | 1                | 0                | —                | 87               | 6                | 0                | 4.12             | .850             | —       | —       | —       | —       | —       | —       | —       | —       |
| 2004–05      | «Гранд-Репідс Гріффінс» | АХЛ          | 24               | 7                | 8                | —                | 0                | 1048             | 47               | 1                | 2.69             | .902             | —       | —       | —       | —       | —       | —       | —       | —       |
| 2005–06      | «Толедо Сторм»          | ХЛСУ         | 33               | 24               | 7                | —                | 2                | 1981             | 68               | 2                | 2.06             | .926             | 6       | 5       | 1       | 360     | 12      | 0       | 2.00    | .924    |
| 2005–06      | «Гранд-Репідс Гріффінс» | АХЛ          | 13               | 8                | 4                | —                | 0                | 681              | 33               | 0                | 2.91             | .897             | 5       | 3       | 1       | 260     | 7       | 0       | 1.62    | .940    |
| 2006–07      | «Манітоба Мус»          | АХЛ          | 41               | 24               | 12               | —                | 2                | 2290             | 83               | 3                | 2.17             | .922             | 11      | 4       | 6       | 633     | 21      | 1       | 1.99    | .928    |
| 2007–08      | «Манітоба Мус»          | АХЛ          | 46               | 25               | 18               | —                | 2                | 2736             | 106              | 2                | 2.32             | .921             | 1       | 1       | 0       | 31      | 2       | 0       | 3.93    | .800    |
| 2007–08      | «Ванкувер Канакс»       | НХЛ          | 2                | 0                | 1                | —                | 0                | 61               | 3                | 0                | 2.95             | .864             | —       | —       | —       | —       | —       | —       | —       | —       |
| 2008–09      | «Мілвокі Едміралс»      | АХЛ          | 55               | 34               | 15               | —                | 4                | 3180             | 122              | 4                | 2.30             | .921             | 11      | 7       | 4       | 655     | 18      | 1       | 1.65    | .931    |
| 2009–10      | «Чикаго Вулвс»          | АХЛ          | 41               | 20               | 17               | —                | 2                | 2246             | 95               | 3                | 2.54             | .917             | 5       | 1       | 2       | 228     | 11      | 1       | 2.90    | .901    |
| 2010–11      | «Чикаго Вулвс»          | АХЛ          | 20               | 12               | 5                | —                | 1                | 1135             | 55               | 0                | 2.91             | .906             | —       | —       | —       | —       | —       | —       | —       | —       |
| 2010–11      | «Гамільтон Бульдогс»    | АХЛ          | 21               | 12               | 6                | —                | 2                | 1241             | 39               | 1                | 1.89             | .938             | 20      | 11      | 9       | 1289    | 42      | 1       | 1.95    | .930    |
| 2011–12      | «Рочестер Американс»    | АХЛ          | 23               | 8                | 12               | —                | 2                | 1375             | 73               | 1                | 3.19             | .899             | —       | —       | —       | —       | —       | —       | —       | —       |
| 2011–12      | «Баффало Сейбрс»        | НХЛ          | 2                | 0                | 0                | —                | 0                | 43               | 1                | 0                | 1.38             | .944             | —       | —       | —       | —       | —       | —       | —       | —       |
| 2012–13      | «Лев» (Прага)           | КХЛ          | 2                | 0                | 1                | —                | 1                | 123              | 6                | 0                | 2.92             | .891             | —       | —       | —       | —       | —       | —       | —       | —       |
| 2012–13      | «Редінг Роялс»          | ХЛСУ         | 10               | 6                | 3                | —                | 1                | 589              | 19               | 0                | 1.93             | .931             | —       | —       | —       | —       | —       | —       | —       | —       |
| 2012–13      | «Торонто Марліс»        | АХЛ          | 21               | 13               | 5                | —                | 3                | 1243             | 38               | 0                | 1.83             | .931             | 9       | 5       | 4       | 527     | 25      | 1       | 2.85    | .913    |
| 2013–14      | «Торонто Марліс»        | АХЛ          | 48               | 29               | 15               | —                | 3                | 2866             | 121              | 1                | 2.53             | .917             | 14      | 10      | 4       | 837     | 29      | 2       | 2.08    | .941    |
| 2013–14      | «Торонто Мейпл-Ліфс»    | НХЛ          | 2                | 0                | 1                | —                | 0                | 95               | 4                | 0                | 2.53             | .922             | —       | —       | —       | —       | —       | —       | —       | —       |
| 2014–15      | «Шарлотт Чекерс»        | АХЛ          | 51               | 20               | 26               | —                | 5                | 2935             | 139              | 0                | 2.84             | .914             | —       | —       | —       | —       | —       | —       | —       | —       |
| 2015–16      | «Шарлотт Чекерс»        | АХЛ          | 28               | 11               | 13               | —                | 1                | 1495             | 77               | 0                | 3.09             | .890             | —       | —       | —       | —       | —       | —       | —       | —       |
| 2015–16      | «Рокфорд АйсГогс»       | АХЛ          | 8                | 2                | 3                | —                | 2                | 435              | 22               | 0                | 3.03             | .895             | —       | —       | —       | —       | —       | —       | —       | —       |
| 2016–17      | «Медвещак» (Загреб)     | КХЛ          | 8                | 3                | 5                | —                | 0                | 451              | 21               | 0                | 2.79             | .909             | —       | —       | —       | —       | —       | —       | —       | —       |
| 2016–17      | «Мангейм»               | ДХЛ          | 7                | —                | —                | —                | —                | —                | —                | —                | 2.26             | .919             | 4       | —       | —       | —       | —       | —       | 2.49    | .892    |
| 2017–18      | «Медвещак» (Загреб)     | Австрія      | 5                | —                | —                | —                | —                | —                | —                | —                | 2.36             | .933             | —       | —       | —       | —       | —       | —       | —       | —       |
| 2017–18      | «Штраубінг Тайгерс»     | ДХЛ          | 24               | —                | —                | —                | —                | —                | —                | —                | 3.54             | .897             | —       | —       | —       | —       | —       | —       | —       | —       |
| 2017–18      | «Зволен»                | СЕ           | 12               | —                | —                | —                | —                | —                | —                | —                | 2.12             | .933             | 12      | —       | —       | —       | —       | —       | 2.37    | .913    |
| 2018–19      | «Ніппон Пейпер Крейнс»  | АЗЛ          | 2                | —                | —                | —                | —                | —                | —                | —                | 0.50             | .975             | 9       | —       | —       | —       | —       | —       | 1.95    | .926    |
| 2018–19      | «Одзі Іглс»             | АЗЛ          | 35               | —                | —                | —                | —                | —                | —                | —                | 1.88             | .941             | 2       | —       | —       | —       | —       | —       | 3.53    | .881    |
| Усього в НХЛ | Усього в НХЛ            | Усього в НХЛ | 6                | 0                | 2                | —                | 0                | 199              | 8                | 0                | 2.41             | .912             | —       | —       | —       | —       | —       | —       | —       | —       |